# James D. Watkins

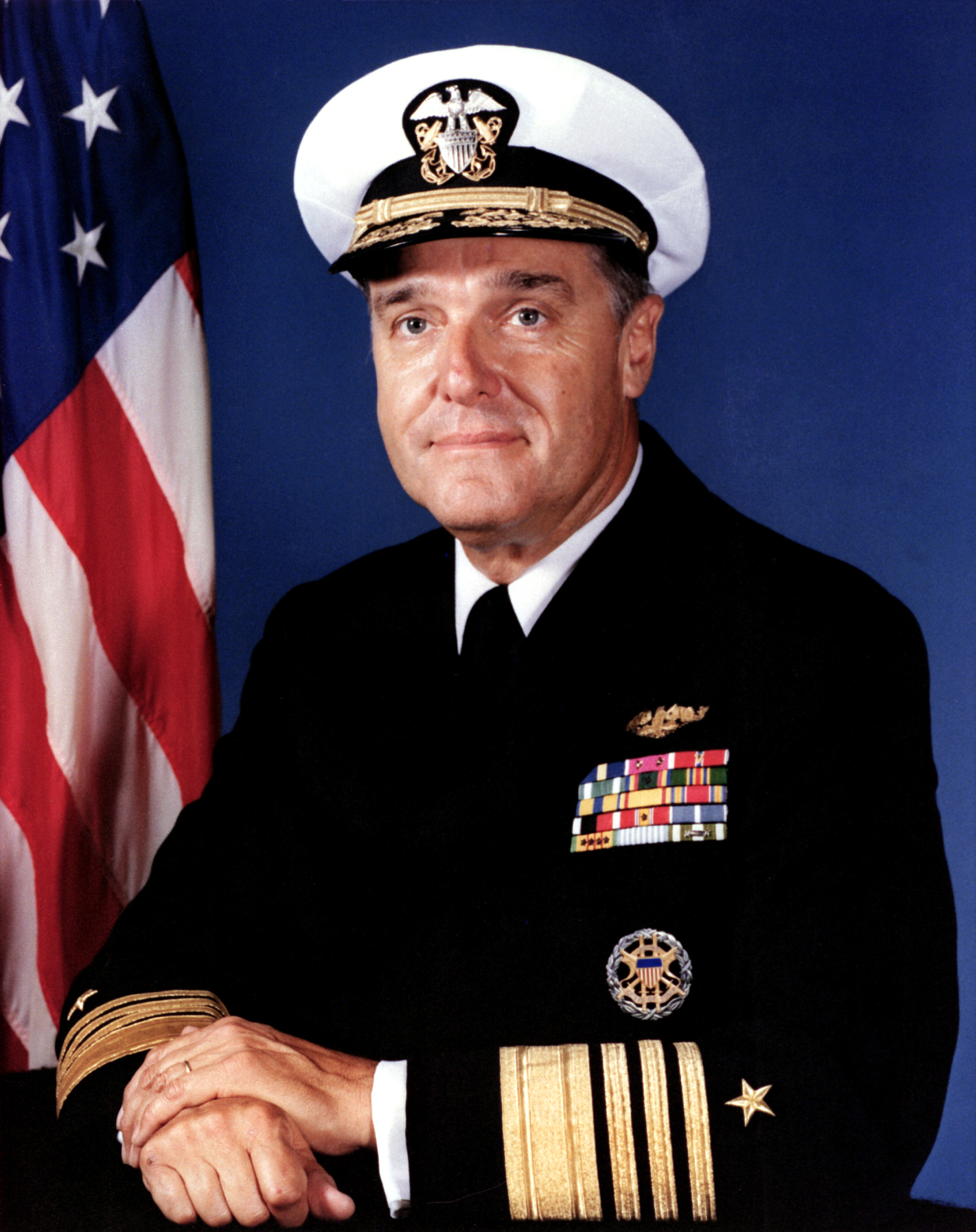
Admiral James Watkins (1982)

James David Watkins (* 7. März 1927 in Alhambra, Kalifornien; † 26. Juli 2012 in Alexandria, Virginia) war ein US-amerikanischer Marineoffizier und Politiker.

## Biografie
Watkins studierte zunächst an der United States Naval Academy in Annapolis (Maryland) und beendete das Studium 1949 mit einem Bachelor of Science. Anschließend trat er als Berufssoldat in die United States Navy ein und absolvierte später ein Postgraduiertenstudium in Maschinenbau an der Naval Postgraduate School, das er 1958 mit einem Master of Science (M.Sc.) in Mechanical Engineering abschloss.
Im Laufe seiner militärischen Dienstzeit war er 1975 bis 1978 Chef des Marinepersonalwesens (Chief of Naval Personnel) und wurde im Anschluss Nachfolger von Vizeadmiral Harry D. Train II als Befehlshaber der 6. US-Flotte (US Sixth Fleet). Er verblieb auf diesem Posten bis zu seiner Ablösung durch Vizeadmiral William N. Small im Juli 1979.
Danach 1979 wurde Watkins zunächst Stellvertretender Chef für Marineoperationen und dann im Anschluss ab 31. Juli 1981 Admiral und Kommandeur der Pazifikflotte in Pearl Harbor. Zuletzt war Admiral Watkins vom 30. Juni 1982 bis zum 30. Juni 1986 Chief of Naval Operations und damit der ranghöchste Offizier und Admiralstabschef der US Navy. Nach seinem Eintritt in den Ruhestand folgte ihm der bisherige Kommandeur der Atlantikflotte, Admiral Carlisle Trost.
Am 1. März 1989 wurde Watkins von US-Präsident George Bush zum Energieminister (Secretary of Energy) in dessen Kabinett ernannt und blieb bis zum Ende von Bushs Amtszeit am 20. Januar 1993 im Amt. Als Energieminister war er auch für die Herstellung von Atomwaffen verantwortlich.
Nach seinem Ausscheiden aus der Regierung ging er in die Privatwirtschaft und war unter anderem Vorstandsmitglied von VESTAR Inc. sowie von Southern California Edison. Zwischen 1993 und 1998 war er außerdem Kurator (Trustee) der Carnegie Corporation.

## Auszeichnungen
Auswahl der Dekorationen, sortiert in Anlehnung der Order of Precedence of the Military Awards:
- Defense Distinguished Service Medal
- Navy Distinguished Service Medal
- Legion of Merit (3 x)
- Bronze Star
- Navy & Marine Corps Commendation Medal
- Presidential Citizens Medal
- Großkreuz des Verdienstordens der Italienischen Republik
- Souveräner Malteserorden (1983)